# Polskie Stowarzyszenie Osób Niepełnosprawnych
Polskie Stowarzyszenie Osób Niepełnosprawnych (PSON) – organizacja pozarządowa powstała w październiku 1986 r. w Krakowie z inicjatywy uczestników ogólnopolskiej konferencji osób niepełnosprawnych. 4 lipca 1988 roku została zarejestrowana jako stowarzyszenie kultury fizycznej.
Stowarzyszenie działa w oparciu o Ustawę o działalności pożytku publicznego i o wolontariacie. 11 lutego 2005 r. uzyskało status organizacji pożytku publicznego. Prowadzi działania na rzecz środowisk osób niepełnosprawnych bez względu na przedział wiekowy, czy posiadaną dysfunkcję.
Stowarzyszenie organizuje integracyjne obozy konne, żeglarskie i narciarskie.